# Вацек, Даниэль
Даниэль Вацек (чеш. Daniel Vacek; р. 1 апреля 1971, Прага) — чешский профессиональный теннисист, трёхкратный победитель турниров Большого шлема в мужском парном разряде (все три раза с Евгением Кафельниковым).

## Спортивная карьера
Даниэль Вацек начал играть в теннис в 11 лет; в этом начинании его поддержал отец, Вацлав Вацек. Свой первый матч в профессиональном турнире Даниэль провёл в июле 1989 года. В 1990 году Вацек выиграл свои первые три турнира АТР в парном разряде. Во всех трёх его партнёром был соотечественник Войтех Флегл. Уже к концу года Вацек вплотную приблизился к попаданию в число ста лучших теннисистов мира в парном разряде. На следующий год, дважды добравшись до финала в турнирах ATP и столько же раз в «челленджерах», он уже подошёл вплотную к Top-50. В этом сезоне на его счету была и первая победа над лучшей парой мира: в Токио они с Миланом Шрейбером победили Скотта Дэвиса и Дэвида Пейта, но в полуфинале уступили Тодду Вудбриджу и Стефану Эдбергу.
Однако в 1992 году игра в парах у Вацека не пошла. Выйдя в самом начале года в финал в Веллингтоне, в дальнейшем он не блистал, даже в «челленджерах» только один раз попав в финал. В то же время в одиночном разряде он трижды играл в финалах «челленджеров», выиграв два из них и приблизившись вплотную к первой сотне рейтинга. В 1993 году он снова уверенней заиграл в парах и, набрав форму в челленджерах, в августе в Нью-Хейвене выиграл с Цирилом Суком первый за карьеру турнир класса ATP Championship Series. За 1994 год он уже четырежды играл в финалах турниров ATP в парах, в том числе в турнире высшего уровня в Монте-Карло, и дважды добивался побед. В конце сезона он впервые вошёл в число двадцати лучших игроков в парном разряде. В одиночном разряде он сначала одержал первую победу над соперником из первой десятки, победив Томаса Мустера, на тот момент девятого в мире, в начале февраля выиграл «челленджер» в Ренне, потом вышел в финал турнира АТР в Копенгагене, а затем в четвёртый круг Уимблдонского турнира, взяв реванш у Евгения Кафельникова — на тот момент 16-й ракетки мира и своего копенгагенского обидчика, — и проиграв лишь первой ракетке мира Питу Сампрасу. После Уимблдона он вошёл в Top-50 мирового тенниса в одиночном разряде.
Следующие три года стали лучшими в карьере Вацека. За это время он трижды играл в финалах турниров АТР в одиночном разряде, достигнув в январе 1996 года 26-й позиции в рейтинге, высшей за карьеру. Ему ещё четырежды удалось победить соперников из первой десятки, в том числе ещё дважды Кафельникова. В парах же именно с Кафельниковым он достиг главных успехов в карьере, дважды подряд, в 1996 и 1997 годах, выиграв Открытый чемпионат Франции (в том числе когда в 1997 году они победили последовательно обе первых посеянных пары), а в 1997 году добавив к нему победу в Открытом чемпионате США. Всего Вацек и Кафельников за эти два года сотрудничества выиграли семь турниров, а перед этим, в 1995 году, Вацек с Цирилом Суком первенствовал на четырёх турнирах, включая второй по престижности грунтовый турнир в мире — Открытый чемпионат Италии, — и дошёл до полуфинала чемпионата мира АТР. В итоге он закончил 1995 год на 11-м месте в рейтинге, 1996 год на восьмом и 1997 год на пятом, по ходу, в сентябре 1997 года, поднявшись до третьей позиции. В 1995 и 1996 годах он провёл 12 матчей за сборную Чехии в Кубке Дэвиса, дойдя с командой в 1996 году до полуфинала Мировой группы. В том же году он вышел со сборной в финал командного Кубка мира в Дюссельдорфе, но там чехи уступили швейцарцам. Поучаствовал он и в Олимпиаде в Атланте, но там в одиночном разряде выбыл из борьбы уже во втором круге, а в паре с Иржи Новаком — в четвертьфинале.
Впоследствии Вацек продолжал ровно выступать ещё два года, оставаясь в числе 100 ведущих игроков в одиночном разряде и в Top-50 в парах. И в 1998, и в 1999 году он по четыре раза играл в финалах в парном разряде, выиграв в первый год один (с Кафельниковым), а во второй — все четыре (из них три с Джеффом Таранго). За 1999 год Вацек также два раза доходил до четвертьфинала в турнирах Большого шлема — сначала в Австралии с Кафельниковым, а потом во Франции с Давидом Приносилом. В 1998 году он за один сезон добился побед над первой и второй ракетками мира в одиночном разряде (соответственно, Марсело Риосом и Патриком Рафтером). За 1999 год он трижды побеждал игроков первой десятки в одиночном разряде, включая четвёртую за карьеру победу над Кафельниковым — в тот момент уже второй ракеткой мира, — а в конце года в последний раз вышел в финал турнира АТР в одиночном разряде. На эти же годы приходятся его второй выгод со сборной в финал Кубка мира и последние игры в Кубке Дэвиса. В эти два года он дважды становился вторым по количеству сыгранных матчей из всех игроков АТР-тура.
Свой последний финал и последний титул АТР в парном разряде Вацек ждал после этого больше двух лет. В мае 2000 года он получил травму и покинул корт до конца сезона. Вернулся он ровно через год, но долго не мог пройти в турнирах дальше второго круга, в итоге закончив сезон только с двумя полуфиналами в Ташкенте и Вене. К 2002 году он восстановился настолько, что на Открытом чемпионате Австралии обыграл с Томашем Цибулецом первую пару мира — Юнаса Бьоркмана и Тодда Вудбриджа, — а в апреле выиграл турнир категории ATP Gold в Барселоне. После этого игра у него разладилась, с июня он только дважды за восемь турниров выигрывал стартовую игру и в августе в Цинциннати сыграл свой последний матч в сезоне. Попытка вернуться на корт на следующий год не увенчалась успехом: Вацек проиграл в первом же круге на Открытом чемпионате Франции, а затем на Уимблдонском турнире и после этого окончательно зачехлил ракетку.
В 2003 году Даниэль Вацек приобрёл на деньги, выигранные за время выступлений, контрольный пакет акций футбольного клуба «Баник» (Острава). В следующем сезоне команда выиграла чемпионат Чехии и вышла в финал Кубка Чехии. После этого, однако, финансовое положение заставило клуб расстаться с рядом ведущих игроков, и с тех пор подобные успехи уже не повторялись.

## Места в рейтинге АТР в конце года
| Год  | Одиночный | Парный |
| ---- | --------- | ------ |
| 2002 | 749       | 65     |
| 2001 | 393       | 113    |
| 2000 | 238       | 143    |
| 1999 | 39        | 20     |
| 1998 | 50        | 26     |
| 1997 | 53        | 5      |
| 1996 | 71        | 8      |
| 1995 | 27        | 11     |
| 1994 | 45        | 21     |
| 1993 | 114       | 58     |
| 1992 | 107       | 160    |
| 1991 | 470       | 54     |
| 1990 | 607       | 103    |

## Участие в финалах турниров АТР и Большого шлема за карьеру (45)

### Одиночный разряд (5)
Поражения (5)
| №  | Дата        | Турнир                                                  | Покрытие | Соперник в финале   | Счёт в финале   |
| -- | ----------- | ------------------------------------------------------- | -------- | ------------------- | --------------- |
| 1. | 28 фев 1994 | Копенгаген, Дания                                       | Ковёр    | Евгений Кафельников | 3-6, 5-7        |
| 2. | 6 фев 1995  | Открытый чемпионат Буш-дю-Рона, Марсель, Франция        | Ковёр    | Борис Беккер        | 7-62, 4-6, 5-7  |
| 3. | 6 ноя 1995  | Кубок Кремля, Москва, Россия                            | Ковёр    | Карл-Уве Штееб      | 6-75, 6-3, 6-76 |
| 4. | 3 мар 1997  | ABN AMRO World Tennis Tournament, Роттердам, Нидерланды | Ковёр    | Рихард Крайчек      | 6-74, 6-75      |
| 5. | 27 сен 1999 | Тулуза, Франция                                         | Хард (i) | Николя Эскюде       | 5-7, 1-6        |

### Мужской парный разряд (40)

#### Победы (25)
| №   | Дата        | Турнир                                           | Покрытие | Партнёр             | Соперники в финале                  | Счёт в финале |
| --- | ----------- | ------------------------------------------------ | -------- | ------------------- | ----------------------------------- | ------------- |
| 1.  | 14 мая 1990 | Открытый чемпионат Югославии, Умаг               | Грунт    | Войтех Флегл        | Андрей Ольховский Андрей Черкасов   | 6-4, 6-4      |
| 2.  | 6 авг 1990  | Открытый чемпионат Чехословакии, Прага           | Грунт    | Войтех Флегл        | Джордже Косак Флорин Сегэрчану      | 5-7, 6-4, 6-3 |
| 3.  | 20 авг 1990 | Открытый чемпионат Сан-Марино                    | Грунт    | Войтех Флегл        | Хорди Бурильо Маркос Аурелио Горрис | 6-1, 4-6, 7-6 |
| 4.  | 16 авг 1993 | Volvo International, Нью-Хейвен, США             | Хард     | Цирил Сук           | Стив Девриз Дэвид Макферсон         | 7-5, 6-4      |
| 5.  | 31 янв 1994 | Открытый чемпионат Буш-дю-Рона, Марсель, Франция | Ковёр    | Ян Симеринк         | Мартин Дамм Евгений Кафельников     | 6-7, 6-4, 6-1 |
| 6.  | 3 окт 1994  | Тулуза, Франция                                  | Хард (i) | Менно Остинг        | Патрик Макинрой Джаред Палмер       | 7-6, 6-7, 6-3 |
| 7.  | 17 апр 1995 | Philips Open, Ницца, Франция                     | Грунт    | Цирил Сук           | Люк Дженсен Дэвид Уитон             | 3-6, 7-6, 7-6 |
| 8.  | 15 мая 1995 | Открытый чемпионат Италии, Рим                   | Грунт    | Цирил Сук           | Ян Апелль Юнас Бьоркман             | 6-3, 6-4      |
| 9.  | 21 авг 1995 | Waldbaum's Hamlet Cup, Лонг-Айленд, США          | Хард     | Цирил Сук           | Рик Лич Скотт Мелвилл               | 5-7, 7-6, 7-6 |
| 10. | 25 сен 1995 | Davidoff Swiss Indoors, Базель, Швейцария        | Хард (i) | Цирил Сук           | Марк Кейл Петер Нюборг              | 3-6, 6-3, 6-3 |
| 11. | 29 апр 1996 | Открытый чемпионат Чехии (2)                     | Грунт    | Евгений Кафельников | Луис Лобо Хавьер Санчес             | 6-3, 6-7, 6-3 |
| 12. | 27 мая 1996 | Открытый чемпионат Франции, Париж                | Грунт    | Евгений Кафельников | Ги Форже Якоб Хласек                | 6-2, 6-3      |
| 13. | 23 сен 1996 | Davidoff Swiss Indoors (2)                       | Хард (i) | Евгений Кафельников | Дэвид Адамс Менно Остинг            | 6-3, 6-4      |
| 14. | 7 окт 1996  | CA-Tennis Trophy, Вена, Австрия                  | Ковёр    | Евгений Кафельников | Павел Визнер Менно Остинг           | 7-6, 6-4      |
| 15. | 7 апр 1997  | Гонконг                                          | Хард     | Мартин Дамм         | Карстен Браш Джефф Таранго          | 6-3, 6-4      |
| 16. | 14 апр 1997 | Открытый чемпионат Японии, Токио                 | Хард     | Мартин Дамм         | Джастин Гимелстоб Патрик Рафтер     | 2-6, 6-2, 7-6 |
| 17. | 26 мая 1997 | Открытый чемпионат Франции (2)                   | Грунт    | Евгений Кафельников | Тодд Вудбридж Марк Вудфорд          | 7-6, 4-6, 6-3 |
| 18. | 7 июл 1997  | Открытый чемпионат Швейцарии, Гштад              | Грунт    | Евгений Кафельников | Тревор Кронеманн Дэвид Макферсон    | 4-6, 7-6, 6-3 |
| 19. | 25 авг 1997 | Открытый чемпионат США, Нью-Йорк                 | Хард     | Евгений Кафельников | Юнас Бьоркман Никлас Култи          | 7-6, 6-3      |
| 20. | 12 окт 1998 | CA-Tennis Trophy (2)                             | Ковёр    | Евгений Кафельников | Дэвид Адамс Джон-Лаффни де Ягер     | 7-5, 6-3      |
| 21. | 11 янв 1999 | Heineken Open, Окленд, Новая Зеландия            | Хард     | Джефф Таранго       | Иржи Новак Давид Рикл               | 7-5, 7-5      |
| 22. | 8 фев 1999  | Открытый чемпионат Санкт-Петербурга, Россия      | Ковёр    | Джефф Таранго       | Менно Остинг Андрей Павел           | 3-6, 6-3, 7-5 |
| 23. | 12 апр 1999 | Открытый чемпионат Японии (2)                    | Хард     | Джефф Таранго       | Уэйн Блэк Брайан Макфи              | 4-3 отказ     |
| 24. | 8 ноя 1999  | Кубок Кремля, Москва, Россия                     | Ковёр    | Джастин Гимелстоб   | Андрей Медведев Марат Сафин         | 6-2, 6-1      |
| 25. | 22 апр 2002 | Open SEAT, Барселона, Испания                    | Грунт    | Майкл Хилл          | Лукас Арнольд-Кер Гастон Этлис      | 6-4, 6-4      |

#### Поражения (15)
| №   | Дата        | Турнир                                      | Покрытие | Партнёр             | Соперники в финале             | Счёт в финале |
| --- | ----------- | ------------------------------------------- | -------- | ------------------- | ------------------------------ | ------------- |
| 1.  | 5 авг 1991  | Tento Czech Open, Прага                     | Грунт    | Либор Пимек         | Цирил Сук Войтех Флегл         | 4-6, 2-6      |
| 2.  | 7 окт 1991  | Берлин, Германия                            | Ковёр    | Ян Симеринк         | Петр Корда Карел Новачек       | 6-3, 5-7, 5-7 |
| 3.  | 30 дек 1991 | Веллингтон, Новая Зеландия                  | Хард     | Михил Схаперс       | Джаред Палмер Джонатан Старк   | 3-6, 3-6      |
| 4.  | 1 мар 1993  | Копенгаген, Дания                           | Ковёр    | Мартин Дамм         | Дэвид Адамс Андрей Ольховский  | 3-6, 6-3, 3-6 |
| 5.  | 18 апр 1994 | Monte-Carlo Open, Монако                    | Грунт    | Евгений Кафельников | Никлас Култи Магнус Ларссон    | 6-3, 6-7, 4-6 |
| 6.  | 4 июл 1994  | Открытый чемпионат Швейцарии, Гштад         | Грунт    | Менно Остинг        | Серхио Касаль Эмилио Санчес    | 6-7, 4-6      |
| 7.  | 20 фев 1995 | Eurocard Open, Штутгарт, Германия           | Ковёр    | Цирил Сук           | Патрик Гэлбрайт Грант Коннелл  | 2-6, 2-6      |
| 8.  | 11 сен 1995 | Открытый чемпионат Румынии, Бухарест        | Грунт    | Цирил Сук           | Марк Кейл Джефф Таранго        | 4-6, 6-7      |
| 9.  | 23 окт 1995 | Eurocard Open, Эссен, Германия (2)          | Ковёр    | Цирил Сук           | Паул Хархёйс Якко Элтинг       | 5-7, 4-6      |
| 10. | 17 июн 1996 | Gerry Weber Open, Халле, Германия           | Трава    | Евгений Кафельников | Байрон Блэк Грант Коннелл      | 1-6, 5-7      |
| 11. | 28 окт 1996 | Paris Open, Франция                         | Ковёр    | Евгений Кафельников | Паул Хархёйс Якко Элтинг       | 4-6, 6-4, 6-7 |
| 12. | 17 мар 1997 | Открытый чемпионат Санкт-Петербурга, Россия | Ковёр    | Давид Приносил      | Андрей Ольховский Бретт Стивен | 4-6, 3-6      |
| 13. | 23 фев 1998 | Guardian Direct Cup, Лондон, Великобритания | Ковёр    | Евгений Кафельников | Джим Грабб Мартин Дамм         | 4-6, 5-7      |
| 14. | 27 июл 1998 | Mercedes-Benz Cup, Лос-Анджелес, США        | Хард     | Джефф Таранго       | Патрик Рафтер Сэндон Столл     | 4-6, 4-6      |
| 15. | 9 ноя 1998  | Кубок Кремля, Москва, Россия                | Ковёр    | Евгений Кафельников | Джаред Палмер Джефф Таранго    | 4-6, 7-6, 3-6 |

## Участие в финалах командных турниров за карьеру (2)
Поражения (2)
| №  | Год  | Турнир                  | Команда                                      | Соперник в финале                                  | Счёт |
| 1. | 1996 | Кубок мира, Дюссельдорф | Чехия Д. Вацек, П. Корда, Б. Улиграх         | Швейцария М. Россе, Я. Хласек                      | 1-2  |
| 2. | 1998 | Кубок мира, Дюссельдорф | Чехия Д. Вацек, С. Доседел, П. Корда, Ц. Сук | Германия Б. Беккер, Н. Кифер, Д. Приносил, Т. Хаас | 0-3  |